# Chiisagata-gun
Chiisagata-gun (jap. 小県郡) ist ein Landkreis (gun) in der Präfektur Nagano auf der japanischen Hauptinsel Honshū. Er hat 9663 Einwohner (Stand 1. März 2021) auf einer Fläche von 241,04 km². Gegenwärtig gehören ihm mit der Stadt (machi) Nagawa und mit dem Dorf (mura) Aoki nur zwei Kommunen an.

## Geschichte
Chiisagata-gun wurde als moderne Verwaltungseinheit am 14. Januar 1879 mit der Etablierung einer Kreisverwaltung (gun’yakusho) gegründet. Der Verwaltungssitz befand sich in Ueda. Zum 1. April 1889 wurde das „Kommunensystem“ (chōsonsei) etabliert. Danach gehörten Chiisagata-gun drei Städte und 32 Dörfer an. Am 30. Oktober 1912 wurde das Dorf Maruko zur Stadt, womit Chiisagata-gun nunmehr vier Städte und 31 Dörfer angehörten.
Am 1. Mai 1919 wurde Ueda zur Großstadt (shi) und gehörte damit nicht mehr Chiisagata-gun an. Bis in die 1950er Jahre verringerte sich die Anzahl der Kommunen in Chiisata-gun nicht merklich. 1950 gehörten ihm drei Städte und 29 Dörfer an. Erst mit der Welle kommunaler Zusammenlegungen Mitte der 1950er Jahre (shōwa daigappei) wurde die Anzahl an Kommunen, die zu Chiisagata-gun gehörten, stark reduziert, so dass im Jahr 1960 nur noch fünf Städte und vier Dörfer zu Chiisagata-gun gehörten. In den 1970er Jahren verringerte sich die Anzahl auf vier Städte und drei Dörfer.

## Neuere Entwicklung
Durch die gegenwärtige Welle kommunaler Zusammenlegungen (heisei daigappei) verringerte sich die Anzahl der angehörigen Kommunen von 2004 (Gründung der Großstadt Tōmi) bis 2006 auf ihre heutige Anzahl.